# Zeeslag bij Málaga
De zeeslag bij Málaga (of Vélez-Málaga) was de grootste zeeslag tijdens de Spaanse Successieoorlog, die plaatsvond op 24 augustus 1704 ten zuiden van Vélez-Málaga, Spanje.

## Zeeslag
Minder dan een week na de verovering van Gibraltar ontving de Engelse admiraal Rooke informatie dat een Franse vloot onder bevel van de graaf van Toulouse en d'Estrées Gibraltar naderde. Rooke liet de helft van zijn mariniers achter om het nieuw veroverde gebied te verdedigen en vertrok onmiddellijk met zijn gecombineerde Engels-Nederlandse vloot om de Fransen aan te vallen.
De uitkomst van deze zeeslag was onbeslist. Geen enkel schip aan weerszijden werd tot zinken gebracht of gevangengenomen, maar door de zware averij tijdens het gevecht waren veel schepen nauwelijks zeewaardig en waren de verliezen aan beide kanten hoog. Toen de Franse en de Britse vloten elkaar twee dagen later, op 26 augustus, opnieuw naderden, besloten ze uiteindelijk om geen nieuw gevecht aan te gaan. Aangezien de Britten een groot aantal slachtoffers en zwaar beschadigde schepen hadden, met name hun masten, interpreteerden de Fransen de voorzichtigheid van de Britse vloot ten onrechte als een algemene overwinning. Het eskader van Rear Admiral George Byng, dat zoveel munitie had verbruikt tijdens de verovering van Gibraltar, moest de linie verlaten.
De Fransen keerden terug naar Toulon en eisten de overwinning op. De realiteit was echter dat door de terugtrekking naar Toulon een voorheen tactische patstelling veranderde in een Engels-Nederlandse strategische overwinning want na de Zeeslag bij Vélez-Málaga kwam de Franse marine nooit meer op volle kracht tevoorschijn.

## Betrokken schepen[1]

### Engels-Nederlandse vloot (George Rooke)
(Schepen met 90 kanonnen en meer waren driedeksschepen)

#### Voorlinie
- Prince George (96, vlaggenschip van viceadmiraal Sir John Leake, kapitein Stephen Martin)
- Newark (80, kapitein Richard Clarke)
- Boyne (80, kapitein James Berkeley)
- Norfolk (80, kapitein John Knapp)
- Yarmouth (70, kapitein Jasper Hicks)
- Berwick (70, kapitein Robert Fairfax)
- Namur (96, kapitein Christopher Myngs)
- Barfleur (96, vlaggenschip van admiraal Sir Cloudesley Shovell, kapitein James Stuart)
- Warspite (70, kapitein Edmund Loades)
- Orford (70, kapitein John Norris)
- Swiftsure (70, kapitein Robert Wynn)
- Lennox (70, kapitein William Jumper)
- Assurance (66, kapitein Robert Hancock)
- Nottingham (60, kapitein Samuel Whitaker)
- Tilbury (50, kapitein George Delaval)
- Garland (50, kapitein Henry Hobart)

#### Centrum
- Royal Katherine (90, vlaggenschip van admiraal Sir George Rooke, kapitein John Fletcher)
- St George (96, kapitein John Jennings)
- Shrewsbury (80, kapitein Josias Crowe)
- Grafton (70, kapitein Sir Andrew Leake)
- Nassau (70, kapitein Francis Dove)
- Eagle (70, kapitein Lord Archibald Hamilton)
- Monmouth (70, kapitein John Baker)
- Montagu (60, kapitein William Clevland)
- Panther (50, kapitein Peregrine Bertie)
- Kent (70, vlaggenschip van Rear Admiral Thomas Dilkes, kapitein Jonas Hanway)
- Cambridge (80, kapitein Richard Lestock)
- Royal Oak (76, kapitein Gerard Elwes)
- Bedford (70, kapitein Sir Thomas Hardy)
- Suffolk (70, kapitein Robert Kirkton)
- Burford (70, kapitein Kerryll Roffey)
- Monck (60, kapitein James Mighells)
- Swallow (50, kapitein Richard Haddock)
- Ranelagh (80, vlaggenschip van Rear Admiral George Byng, kapitein John Cowe)
- Somerset (80, kapitein John Price)
- Dorsetshire (80, kapitein Edward Whitaker)
- Torbay (80, kapitein William Caldwell)
- Essex (70, kapitein John Hubbard)
- Firme (70, ex-Frans, kapitein Baron Wyld)
- Kingston (60, kapitein Edward Acton)
- Triton (50, ex-Frans, kapitein Tudor Trevor)
- Centurion (50, kapitein John Herne)

#### Achterlinie
De achterste linie bestond uit het Nederlandse deel van de Engels-Nederlandse vloot.
- Graaf van Albemarle (64, vlaggenschip van luitenant-admiraal Gerard Callenburgh)
- Unie (90, vlaggenschip van viceadmiraal J. G. van Wassenaer)
- Gelderland (72, kapitein P. Schrijver)
- Dordrecht (72, kapitein van der Pot)
- Katwijk (72, kapitein J. C. Ockersse)
- Wapen van Vriesland (64, kapitein C. Middagten)
- Wapen van Utrecht (64, kapitein Bolck)
- Bannier (64, kapitein J. W. van Ghent)
- Leeuw (64)
- Vlissingen (64)
- Nijmegen (54, kapitein H. Lijnslager)
- Damiaten (52)

#### Andere schepen
- Vijf fregatten
  - Larke (40, kapitein Charles Fotherby)
  - Roebuck (40, kapitein Thomas Kempthorne)
  - Charles Galley (32, kapitein Joseph Taylor)
  - Tartar (32, kapitein John Cooper)
  - Newport (24, kapitein George Paddon)
- Twee bomschepen
  - Hare
  - Terror (kapitein Isaac Cook)
- Zeven oorlogsschepen
  - Firebrand (commandant Henry Turvill)
  - Griffin (commandant George Ramsey)
  - Hunter (commandant Thomas Legge)
  - Lightning (commandant Archibald Hamilton)
  - Phoenix (commandant Edmund Hicks)
  - Vulcan (commandant John Clifton)
  - Vulture (commandant George Fisher)
- Twee hospitaalschepen
  - Princess Anne (commandant Charles Guy)
  - Jefferies (commandant Thomas Robinson)
- Een jacht
  - William and Mary (8, kapitein John Robinson)

#### Totaal
3614 kanonnen, 22.543 manschappen

### Franse vloot (Toulouse)
(Schepen met 80 kanonnen en meer waren driedeksschepen)

Nota: "LG" betekent "Lieutenant-Général", "CdE" betekent "Chef d'Escadre"

#### Voorlinie
- Éclatant (66, kapitein de Bellefontaine)
- Éole (62, kapitein Marquis de Mons)
- Oriflamme (62, kapitein de Châteaurenault)
- Saint Philippe (92, vlaggenschip van CdE Marquis d'Infreville de Saint-Aubin)
- Heureux (72, kapitein Colbert de Saint-Mars)
- Rubis (56, kapitein de Benneville)
- Arrogant (56, kapitein Desherbiers de l'Étanduère)
- Marquis (56, kapitein de Patoulet)
- Constant (68, kapitein Comte de Sainte-Maure)
- Fier (90, vlaggenschip van LG Philippe, Marquis de Villette-Mursay)
- Intrépide (84, kapitein Jean du Casse)
- Excellent (60, kapitein Rochalar, ainé)
- Sage (58, kapitein Montbault)
- Écueil (68, kapitein Darigay)
- Magnifique (90, vlaggenschip van CdE Jean de Belle-Isle-Érard)
- Monarque (84, kapitein Chabert)
- Perle (52, kapitein Le Mothure)

#### Centrum
- Furieux (58, kapitein Marquis de Blénso)
- Vermandois (60, kapitein Comte de Béthune)
- Parfait (74, kapitein Marquis de Châteaurenault)
- Tonnant (90, vlaggenschip van LG Comte de Coëtlogon)
- Orgueilleux (72, kapitein de Beaussier)
- Mercure (50, kapitein Chevalier de Lannéon)
- Sérieux (60, kapitein de Champmeslin)
- Fleuron (54, kapitein Chevalier de Grancey)
- Vainqueur (86, vlaggenschip van CdE Bailli de Lorraine, Chevalier d'Armagnac)
- Foudroyant (104, vlaggenschip van viceadmiraal Graaf van Toulouse, met kapitein Comte d'Estrées)
- Terrible (102, vlaggenschip van CdE Comte de Relingue)
- Entreprenant (58, kapitein Comte d'Hautefort)
- Fortuné (54, kapitein de Bagneux)
- Henri (66, kapitein de Serquigny)
- Magnanime (74, vlaggenschip van CdE Baron de Pointis)
- Lys (88, kapitein Comte de Villars)
- Fendant (58, kapitein de La Luzerne)

#### Achterlinie
- Zélande (60, kapitein de Serville)
- Saint Louis (60, kapitein Chevalier de Beaujeu)
- Admirable (92, vlaggenschip van CdE Comte de Sébeville)
- Couronne (76, kapitein de Champigny)
- Cheval Marin (44, kapitein de Pontac)
- Diamant (58, kapitein Darogue)
- Gaillard (54, kapitein Chevalier d'Osmond)
- Invincible (68, kapitein Marquis de Rouvroy)
- Soleil Royal (102, vlaggenschip van LG Marquis de Langeron)
- Sceptre (84, kapitein Chevalier d'Alby)
- Trident (56, kapitein Chevalier de Modène)
- Content (60, kapitein Chevalier de Phélypeaux)
- Maure (54, kapitein de Sainte-Claire)
- Toulouse (62, kapitein Duquesne-Mosnier)
- Triomphant (92, vlaggenschip van CdE Comte de La Harteloire)
- Saint Esprit (74, kapitein Duquesne-Guiton)
- Ardent (64, kapitein d'Aligre)

#### Andere schepen
- Acht fregatten
  - Oiseau (36)
  - Étoile (30)
  - Méduse (28)
  - Hercule (20)
  - Galatée (18)
  - Sibylle (10)
  - Andromède (8)
  - Diligence (6)
- Negen oorlogsschepen
  - Enflammé
  - Dangereux
  - Turquoise
  - Croissant
  - Bienvenue
  - Aigle Volant
  - Etna
  - Violent
  - Lion
- 28 grote galeien
- 5 tenders

#### Totaal
3577 kanonnen, 24.275 manschappen